# Station Prestbury
Prestbury is een spoorwegstation van National Rail in Prestbury, Cheshire East in Engeland. Het station is eigendom van Network Rail en wordt beheerd door Northern Rail. Het station is geopend in 2008.